# Oficer polityczny
Oficer polityczny – oficer pełniący służbę w Siłach Zbrojnych PRL w korpusie oficerów politycznych w latach 1948–1990. Oficerowie polityczni pełnili służbę w ludowym Wojsku Polskim i innych państwach Układu Warszawskiego. W NATO ich odpowiednikiem w zakresie funkcji szkoleniowo-wychowawczych i kulturalno-oświatowych byli oficerowie i podoficerowie wychowawczy.

## W Polsce
Korpus oficerów polityczno-wychowawczych utworzony został podczas II wojny światowej w 1 Korpusie Polskich Sił Zbrojnych w ZSRR. Po wojnie przeszedł on szereg zmian strukturalno-zadaniowych, a w 1948 został przemianowany w korpus oficerów politycznych. Od 1990 w miejsce korpusu oficerów politycznych utworzono korpus oficerów wychowawczych.
Do podstawowych zadań tego korpusu należało kształtowanie wśród żołnierzy: obywatelskich i patriotycznych postaw żołnierzy oraz ich morale i dyscypliny. Poza tym ważnym zadaniem było rozwiązywanie spraw socjalno-bytowych (w wojsku i poza nim np. zasiłki dla rodzin) oraz problemów związanych z naruszaniem stosunków międzyludzkich (np. zjawisko fali, nadmiernego rygoryzmu ze strony przełożonych). W celu umożliwienia zgłoszenia tych spraw żołnierze mogli się zwracać do oficerów politycznych dowolnego szczebla z pominięciem tzw. drogi służbowej (nie mieli obowiązku meldować o tym bezpośrednim przełożonym).
Statut oficerów polityczno-wychowawczych Wojska Polskiego został wprowadzony 25 listopada 1944 roku rozkazem Naczelnego Dowództwa Wojska Polskiego nr 125. Regulował on od strony formalnoprawnej pozycję oficerów politycznych-wychowawczych wszystkich szczebli, określając ich podstawowe zadania i posiadane uprawnienia. Ustalał też strukturę organizacyjną. Organem kierowniczym szczebla centralnego był Główny Zarząd Polityczno-Wychowawczy, któremu podporządkowano zarządy polityczno-wychowawcze armii, którym z kolei podlegały wydziały polityczno-wychowawcze korpusów, dywizji i brygad. Na szczeblu pułku znajdowały się natomiast sekcje polityczno-wychowawcze. Zarządy, wydziały i sekcje podlegały zastępcom dowódców ds. polityczno-wychowawczych odpowiedniego szczebla. Podobna struktura funkcjonowała również w okresie powojennym.
Oficerowie polityczni (polityczno-wychowawczy) pełnili obowiązki w pięciu zasadniczych pionach:
- organizacyjnym – zastępcy dowódców ds. politycznych różnych szczebli dowodzenia, instruktorzy organizacyjni (planowanie i organizacja przedsięwzięć)
- szkoleniowo-wychowawczym – instruktorzy i lektorzy prowadzący tzw. szkolenie polityczne z oficerami, chorążymi i podoficerami (zajęcia z: etyki, wiedzy obywatelskiej, historii Polski, historii wojskowości, w tym konfliktów wojennych, prawa wojennego itp.). Szkolenie polityczne z żołnierzami służby zasadniczej prowadzili dowódcy pododdziałów (kompanii, plutonów)
- kulturalno-oświatowym – kierownicy klubów oficerskich i żołnierskich, kierownicy bibliotek, instruktorzy kulturalno-oświatowi
- partyjnym (1948–1990) – instruktorzy komitetów partyjnych dywizji i okręgów pełniący funkcje administracyjne – członkami władz partyjnych byli żołnierze z wyboru, w tym dowódcy różnych szczebli, oficerowie sztabów, chorążowie i podoficerowie,
- młodzieżowym (1948–1990) – instruktorzy rad młodzieżowych pułków, dywizji i okręgów wojskowych sprawujący opiekę nad działalnością organizacji młodzieżowej

Oficerów tego korpusu kształciła: Oficerska Szkoła Polityczna w Łodzi, a potem Wojskowa Akademia Polityczna w Warszawie. Kandydaci pozyskiwani byli najpierw spośród oficerów liniowych, którzy wyróżniali się aktywnością polityczną i społeczną. Rekrutowano też absolwentów cywilnych studiów wyższych z zakresu nauk humanistycznych (politologii, pedagogiki, kulturoznawstwa itp). Od 1970 r. oficerów politycznych kształcono w niektórych wyższych szkołach oficerskich. (patrz: Szkolnictwo wojskowe w PRL).